# بريتاني ألين
بريتاني ألين (ولدت في 5 فبراير 1986) ممثلة كندية اشتهرت بدورها ماريسا تشاندلر في جميع أولادي من 2009

## روابط خارجية
- بريتاني ألين على موقع IMDb (الإنجليزية)
- بريتاني ألين على موقع ألو سيني (الفرنسية)
- بريتاني ألين على موقع قاعدة بيانات الفيلم (الإنجليزية)